# Rosella Mancini
Rosella Mancini (Monopoli, 24 maggio 1920 – Roma, 22 ottobre 1995) è stata una poetessa italiana.

## Biografia
Figlia di una nota famiglia di industriali del settore oleario, nasce a Monopoli, in Puglia nel 1920. 
Insofferente della vita borghese e provinciale si laurea in Lettere Classiche e Filosofia. Nel 1950 pubblica “Momenti e fluttuazioni” il suo primo libro di poesie, che verrà ben presto tradotto in francese.
Trasferitasi a Roma inizia subito a collaborare con riviste letterarie e partecipa al dibattito culturale della capitale, distinguendosi come poetessa, traduttrice, critica letteraria, corrosiva epigrammista. Nel 1959 pubblica un libro di traduzioni, sonetti e odi, di John Keats.
Inizia così una carriera che alterna momenti di visibilità pubblica e consenso a lunghe fughe esistenziali, che via via la porteranno ad abbandonare la scena letteraria.
Nel 1986 pubblica “Madre, mia figlia“, con prefazione di Adele Cambria.
Negli anni ‘80/'90 vedono alla luce le raccolte: “Gatti e Code“ (1989) con prefazione di Luce d'Eramo, “La Piuma e il piombo“ e “Gatti Stellari e Terrestri“ (1995). 
È morta a Roma il 22 ottobre 1995 dopo una lunga malattia.
Rosella Mancini, la cui poesia è caratterizzata da una visione intimista e da uno stile raffinatissimo, è stata annoverata tra le maggiori poetesse italiane del ‘900 dal critico Ferruccio Ulivi.

## Opere
- Momenti e fluttuazioni, introduzione di Aldo Capasso, Modena, Berben, 1949.
- Madre, mia figlia, prefazione di Adele Cambria, Roma, Il ventaglio, 1986.
- Gatti stellari e terrestri, disegni a china di Marina Pacini, Milano, Felinamente & C., 1995.
- La piuma e il piombo, Roma, Stampa Alternativa, 2003.